# Dräger Dolphin
Aparatul recirculator cu circuit semiînchis Dräger Dolphin I este un aparat recirculator fabricat de firma germană Dräger AG în anul 1998, ce folosește amestecuri respiratori azot-oxigen (Nitrox) supraoxigenate prefabricate.
Aparatul Dolphin I, a fost conceput pentru a fi utilizat în scufundări civile cu caracter sportiv (scufundare în peșteri, explorări de epave, biologie marină, arheologie subacvatică etc.) și este o variantă mai perfecționată a aparatului Atlantis I.
Amestecul respirator Nitrox este furnizat la debit constant de un detentor treapta a II-a pentru consum de oxigen mai mare în cazul unei activități subacvatice mai intense.

## Avantaje
Aparatul Drӓger Dolphin I,  prezintă o serie de avantaje față de aparatele în circuit deschis cum ar fi:
- consum de gaz respirator cu până la 95% mai puțin;
- timp de scufundare fără decompresie mai lung;
- decompresie efectuată în condiții de mai mare siguranță;
- echilibru termic mai lung datorită căldurii generate în cartușul epurator;
- dimensiuni mai mici decât aparatele în circuit deschis;
- generează un număr foarte mic de bule.
- certificare CE

## Părți componente
Aparatul  este alcătuit din următoarele componente principale:
- unitatea de bază cuprinzând cartușul epurator și sacul respirator,
- furtunurile respiratoare cu piesa bucală,
- detentorul treapta a II-a integrat sacului respirator,
- reductorul de presiune pentru butelie,
- harnașamentul și vestă de salvare cu lest integrat,
- butelia cu amestec Nitrox de diferite mărimi
- butelia de securitate.

## Date tehnice
- Principiu de funcționare: aparat cu circuit semiînchis cu dozaj constant, cu sac respirator și cartuș filtrant;
- Substanță absorbantă pentru dioxidul de carbon: DiveSorb, aprox. 2,7 l pentru o scufundare;
- Sacul respirator: variație de volum între inspirație și expirație de circa 4,5 l , volumul total fiind de 10,5 l ;
- Dimensiuni: 520 mm x 370 mm x 235 mm ;
- Greutate: 15 kg pe uscat și aproximativ neutru în apă;
- Volum interior butelie: 4 l ;
- Presiune de încărcare butelie: 200 bar (sc.man.);
- Material butelie: oțel;
- Adâncimea scufundării/timp de scufundare:
  - 0...20 m pentru Nitrox 60/40 (O2/N2)/125 min.;
  - 0...24 m pentru Nitrox 50/50 (O2/N2)/95 min.;
  - 0...30 m pentru Nitrox 40/60 (O2/N2)/67 min.;
  - 0...45 m pentru Nitrox 32/68 (O2/N2)/47 min.